# フェイスシールド

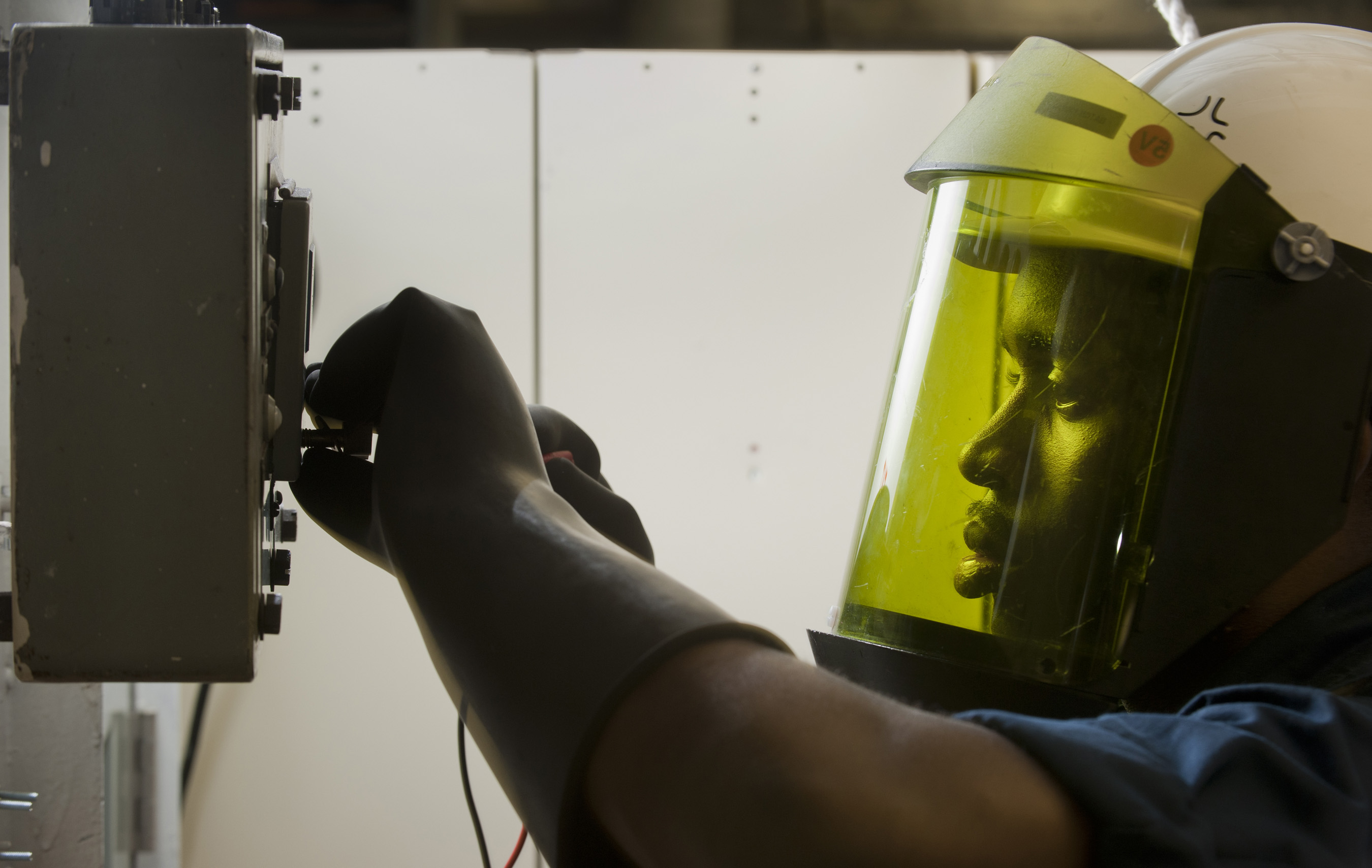
フェイスシールドを装着しながら照明パネルのフューズ不良をチェックするアメリカ海軍の電機計器整備員

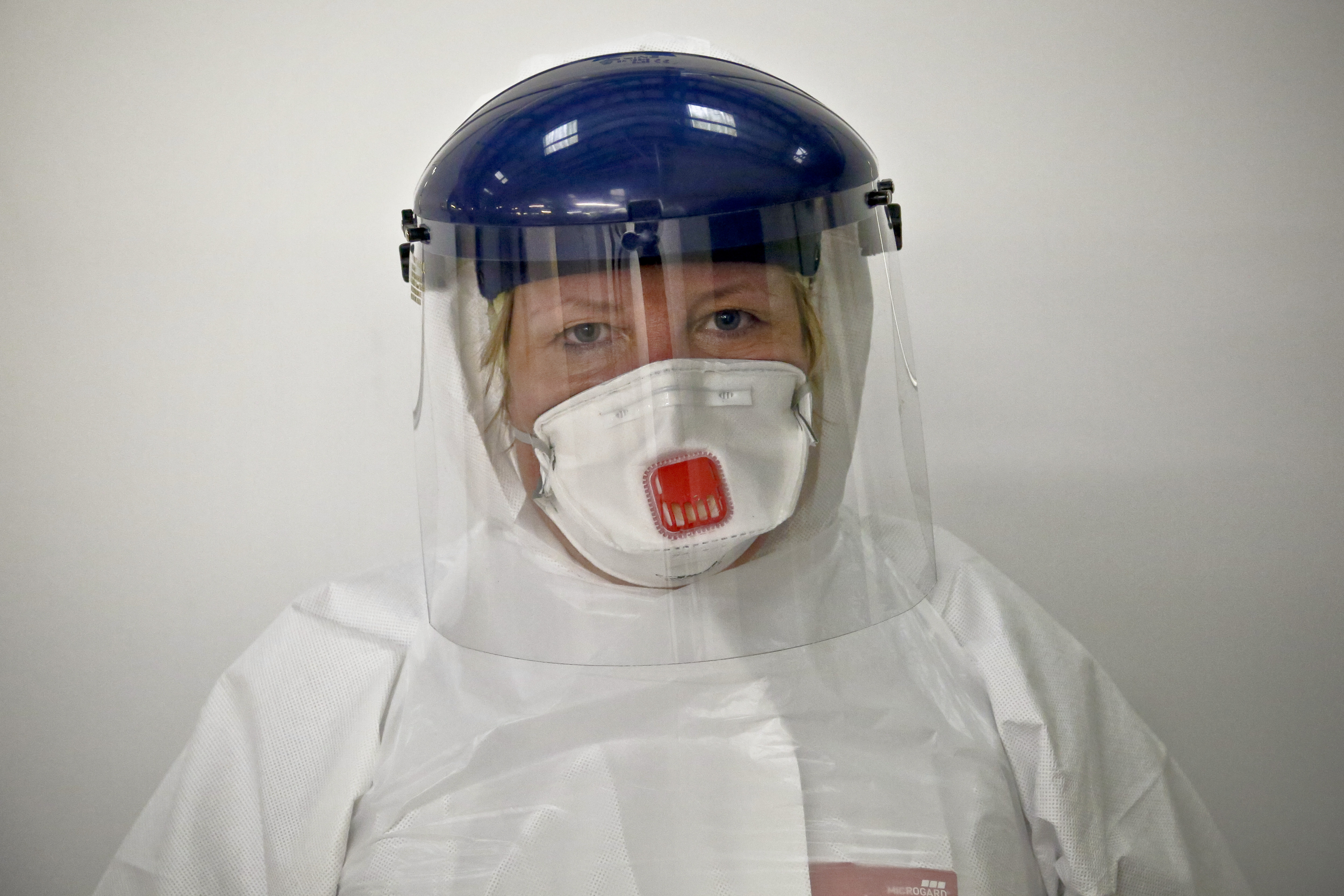
2014年にシエラレオネで起こったエボラ出血熱のアウトブレイクにおいて、フェイスシールドを着用する看護師

フェイスシールド (face shield) とは個人防護具 (PPE) の一種で、飛び道具、瓦礫、化学飛沫、感染性物質などといった危険から顔全体（もしくは一部）を守ることを目的としたものである。

## 産業用
産業用フェイスシールドは、着用者の顔と目を危険から保護するためのものである。フェイスシールドは、保護メガネやゴーグルと併用する必要がある。

### 規格
保護面も参照。
ANSI（アメリカ規格）
Mark Z87
ベーシック・インパクト: フェイスシールドは、直径25.4mm (1インチ)の鋼球を127cm(50インチ)の高さから落とした衝撃に耐えうる性能でなければならない。
Mark Z87+
ハイ・インパクト: フェイスシールドは、直径6.35mm(0.25インチ)の鋼球を91.4m/s(300 ft/s)の速度で当てた衝撃に耐えうる性能でなければならない。
ANSI Z87.1を参照。
EN 166（欧州規格）
これらのシールドは、高速粒子から保護する目的のものであり、指定された速度において、公称直径6mmの鋼球の衝撃に耐え、目への衝突を保護し、また側面を保護する性能でなければならない。
Mark A190 m/s
Mark B120 m/s
Mark F45 m/s
EN166を参照。
CSA（カナダ規格）
Z94.3-15「Eye and Face Protectors」の「クラス6」がフェイスシールドに関するもので、3つのサブクラスに分かれている。
6A
衝撃、貫通、飛沫、頭部の保護、遮光。
6B
放熱からの保護。低熱、飛沫、遮光、軽度の非貫通衝撃からの保護。
6C
耐高熱塗装、軽度の非貫通衝撃からの保護のみ。
CSA Z94.3-15を参照。

### 原材料
ポリカーボネート (PC)
優れた耐衝撃性、光透過性、耐熱性、標準の耐薬品性を備える。
酢酸セルロース (CA)
標準的な耐衝撃性、光透過性、耐熱性、良好な耐化学性を備える。

## 製造方法
フェイスシールドの製造方法には、押出成形と射出成形の2種類が存在する。
射出成型では流動性の高い低分子量のプラスチックペレットが必要となるのに対し、押出成形では高分子量のプラスチックペレットから製造されるため、押出シートからカットされたフェイスシールドは、射出成型されたフェイスシールドよりも良好な耐衝撃性能を持つ。例えば0.8mmのフェイスシールドであっても、押出成形ポリカーボネート製シートであれば120m/sの速度を持つ公称直径6mmの鋼球の衝撃に耐え、欧州規格を満たすことができるが、射出成型で同じ耐衝撃性能を満たすためには少なくとも1.5mmの厚さが必要となる。しかし、射出成形は押出成形よりも複雑な形状のものが製造できる。
- 2020年のコロナウイルスの流行に当たってフリーで公開された、フェイスシールドの3Dプリンター用のデータ[2]
- フェイスシールドのバックル

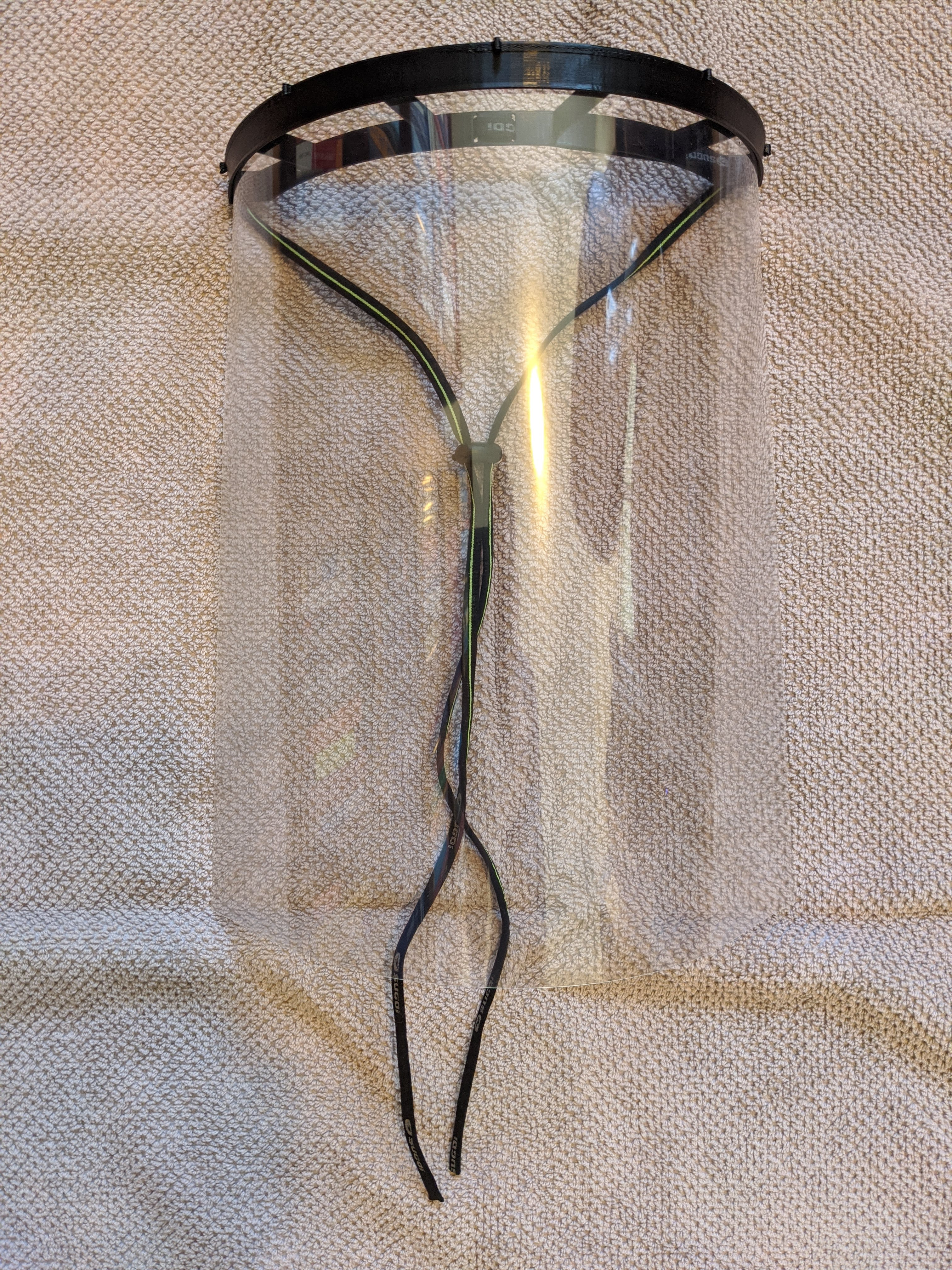
完成品

## 医療用
医療用途における「フェイスシールド」とは、血液や他の感染性の液体から医療従事者を保護するために使用される様々な装置のことを指す。
例えば、人工呼吸や心肺蘇生を行うときに使用するCPRマスク（心肺蘇生マスク）なども一例である。別の例としては、感染性物質への暴露から顔を守るために使用される個人防護具が挙げられる。外科手術などでは患者の血液が顔に付着するのを防ぐために使用される。
50ミクロン以上の飛沫には効果を発揮するが、それ以下の粒子には効果が薄いとされる。

## 警察・軍隊

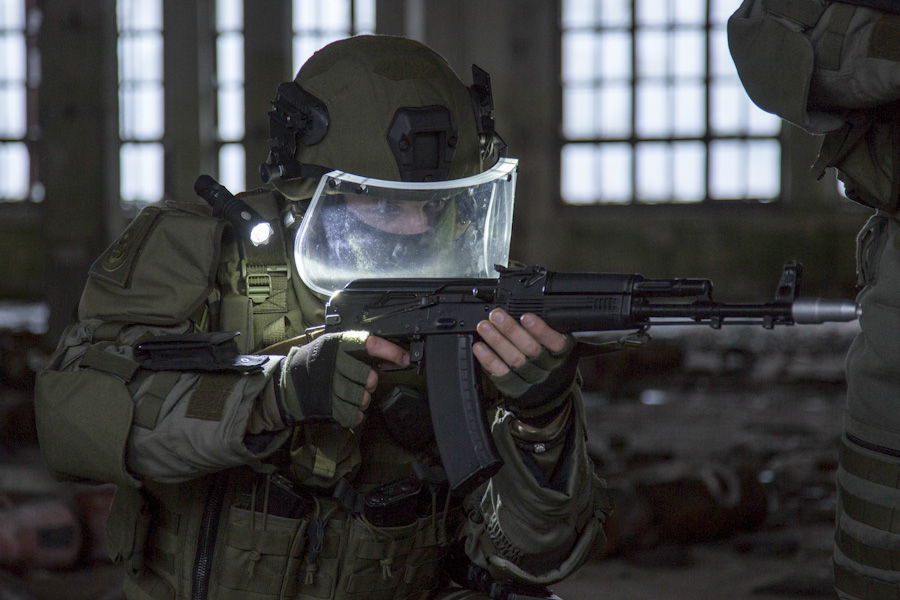
6B47ヘルメットと防弾フェイスシールドを着用して訓練を行う、ロシア連邦軍第1親衛自動車化工兵連隊の兵士

軍隊や法執行機関において、フェイスシールドはしばしば防弾または非防弾保護の用途で設計されている。非防弾シールドは、火器からの防護は行わないが、通常は、殴打や投擲などによる低速度の衝撃に耐えるように設計されている。
防弾フェースシールドは、対爆スーツを着たオペレーターから爆風や破片を遮断または逸らすように設計されている。
装着者の目や顔を、戦闘における銃弾の脅威から保護することは、アメリカ国防総省の計画管理室 (PEO Soldier) によるプログラムにおいて想定されている。

## 建設現場

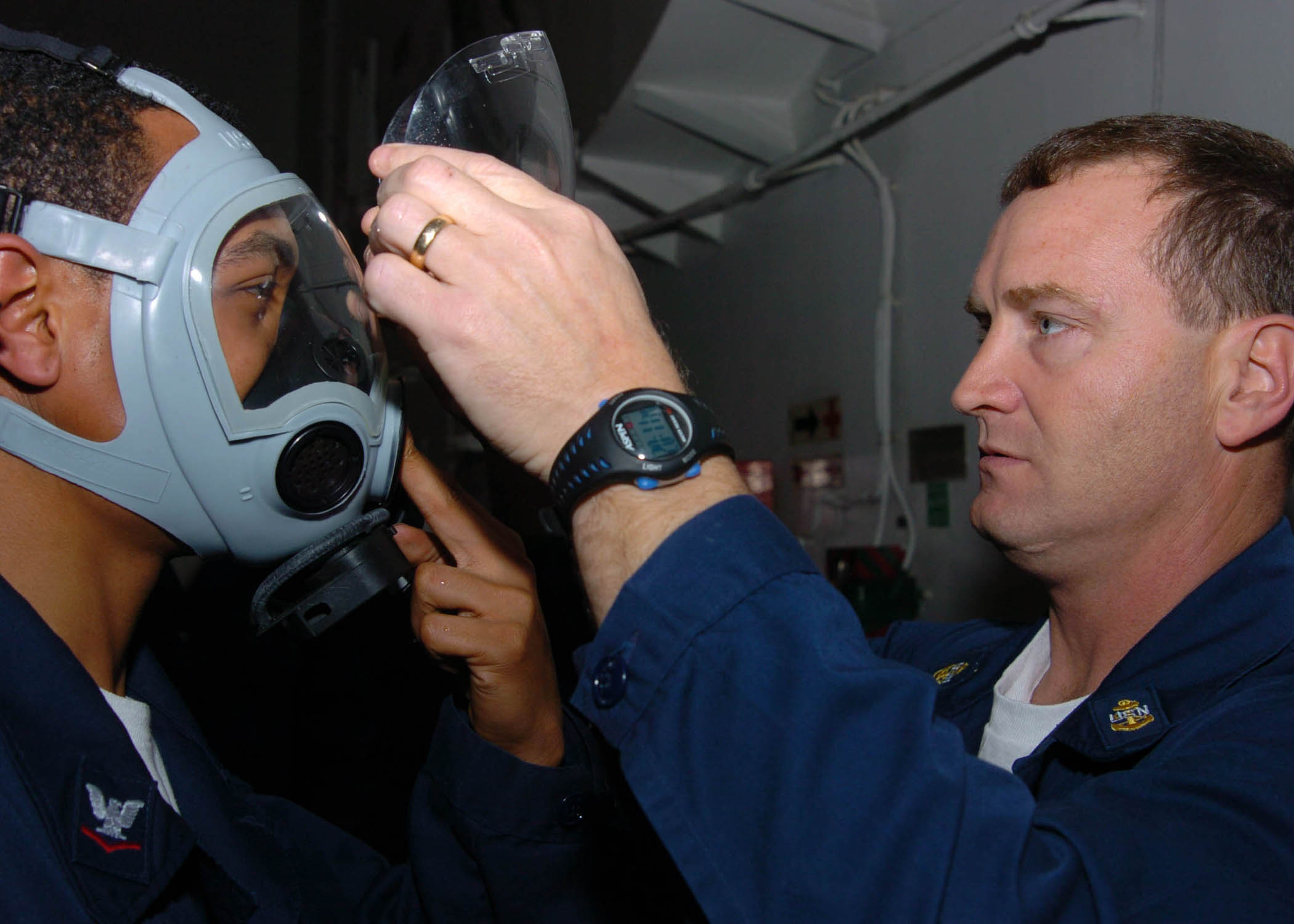
原子力空母「ドワイト・D・アイゼンハワー」の総員配置の演習において、水兵のMCU-2/Pガスマスクを除染液で洗浄したのち、フェイスシールドを取り外している様子

多くの建設現場では、多くの労働者が瓦礫や火花から保護するためにフェイスシールドを使用している。金属を切断および加工するための工具の多くは、フェイスシールドの使用を推奨している。例えば溶接機や金属切断砥石（チョップソー）などがあげられる。半面（保護眼鏡の代用）や全面（防災面の代用）のシールドを内蔵した保護帽も販売されており、2010年代より普及が進んでいる。